# Souvigny (tổng)
Tổng Souvigny là một tổng ở tỉnh Allier trong vùng Auvergne.

## Địa lý
Tổng này được tổ chức xung quanh Souvigny thuộc quận Moulins. Độ cao thay đổi từ 204 m (Agonges) à 485 m (Noyant-d'Allier) với độ cao trung bình 273 m.

## Hành chính
| Giai đoạn        | Ủy viên            | Đảng | Tư cách                     |
| ---------------- | ------------------ | ---- | --------------------------- |
| 22               | Jean-Paul Dufregne | PCF  |                             |
| tháng 3 năm 2004 | Jean-Paul Dufregne | PCF  | thị trưởng của Saint-Menoux |

## Các đơn vị cấp dưới
Tổng Souvigny gồm 11 xã với dân số là 6 694 người (điều tra năm 1999, dân số không tính trùng)
| Xã              | Dân số | Mã bưu chính | Mã insee |
| --------------- | ------ | ------------ | -------- |
| Agonges         | 357    | 03210        | 03002    |
| Autry-Issards   | 307    | 03210        | 03012    |
| Besson          | 775    | 03210        | 03026    |
| Bresnay         | 376    | 03210        | 03039    |
| Chemilly        | 561    | 03210        | 03073    |
| Gipcy           | 233    | 03210        | 03122    |
| Marigny         | 204    | 03210        | 03162    |
| Meillers        | 169    | 03210        | 03170    |
| Noyant-d'Allier | 820    | 03210        | 03202    |
| Saint-Menoux    | 940    | 03210        | 03247    |
| Souvigny        | 1 952  | 03210        | 03275    |

## Biến động dân số
| 1962                                                     | 1968  | 1975  | 1982  | 1990  | 1999  |
| -------------------------------------------------------- | ----- | ----- | ----- | ----- | ----- |
| 7 634                                                    | 8 237 | 7 276 | 6 933 | 7 014 | 6 694 |
| Nombre retenu à partir de 1962 : dân số không tính trùng |       |       |       |       |       |